# Umberto Beer
Umberto Beer (Ancona, 16 settembre 1896 – San Paolo del Brasile, 22 gennaio 1979) è stato un ufficiale italiano.

## Biografia
Nacque ad Ancona il 16 settembre 1896, figlio di Umberto e Clelia Almagià. Arruolatosi nel Regio Esercito come ufficiale di complemento all'atto dell’entrata in guerra del Regno d'Italia, avvenuta il 24 maggio 1915, con il grado di sottotenente di fanteria. Passò poi in servizio nel neo-costituito corpo degli Arditi con il grado di tenente in forza al IX Reparto d’assalto comandato da Giovanni Messe. All'alba del 16 giugno 1918 fu uno dei protagonisti della riconquista del Col Moschin. Ferito cinque volte in azione, venne decorato con quattro Medaglie d'argento al valor militare. 
Dopo la fine del primo conflitto mondiale, fu tra i fondatori, e primo presidente della sezione di Roma, dell'Associazione Nazionale degli Arditi d'Italia (ANAI). Di formazione mazziniana, con simpatie repubblicane, fu posto in minoranza a causa dei suoi atteggiamenti considerati filo-fascisti, anche se aveva già preso le distanze dal fascismo nascente, fu sostituito nella carica da Argo Secondari.
Nel novembre 1921 transitò in servizio permanente effettivo per merito di guerra, divenendo istruttore presso la Regia Accademia Militare di Modena. Frequentò successivamente i corsi presso la Scuola di guerra dell'esercito, entrando quindi nel Corpo di Stato maggiore. Fu in servizio presso la Divisione militare di Volosca, e poi presso la Segreteria del Ministro della guerra.
Nel 1934 fu promosso maggiore per meriti eccezionali, divenendo nel contempo addetto militare presso il consolato di Tangeri, in Marocco.
Nel 1935 ritornò in Patria destinato a prestare servizio presso il 6º Reggimento bersaglieri di stanza a Bologna. Nominato Aiutante di campo onorario di S.M. il Re Vittorio Emanuele III, partecipò successivamente, con il grado di tenente colonnello, alla guerra di Spagna in forza al Servizio Informazioni e prestando servizio presso il Quartier generale italiano, ricevendo altre decorazioni, tra cui una Croce di guerra al valor militare. Ritornato in Italia divenne Capo di stato maggiore della 102ª Divisione motorizzata "Trento". Posto in congedo assoluto in seguito all'approvazione, avvenuta nel novembre 1938, delle leggi razziali, decise subito di emigrare. Tentò dapprima di trasferirsi con la famiglia nel Marocco francese, ma il servizio di controspionaggio francese lo impedì, in quanto riteneva fosse ancora in servizio attivo. Ottenuto il visto dal consolato di Genova, il 16 febbraio 1939 si imbarcò a Napoli con tutta la famiglia sul transatlantico Oceania, per raggiungere il Brasile, sbarcando a Santos il 1 marzo successivo. Stabilitosi a San Paolo del Brasile trovò lavoro presso Banco Francês e Italiano para a América do Sul, che lasciò dopo 14 mesi per aprire una libreria. Quando il Brasile dichiarò guerra alle potenze dell'Asse lui, e la sua famiglia, vennero sottoposti a misure restrittive. Il 22 dicembre 1945 lasciò il Brasile per trasferirsi negli Stati Uniti d'America, ma con lo scoppio della guerra di Corea, e a causa del timore che i suoi figli fossero arruolati e mandati a combattere, decise di ritornare in Brasile nel 1952. Si spense a San Paolo il 22 gennaio 1979.

### Annotazioni
1. ↑  Secondari non perse tempo e trasformò la sede dell'ANAI di Roma in quella nazionale dell'Associazione Nazionale Arditi del Popolo.
2. ↑  Mentre prestava servizio in questa sede rinvenne copie di alcuni dispacci concernenti il locale soggiorno di Giuseppe Garibaldi che poi pubblicò sul periodico di Ezio Garibaldi “Camicia Rossa” nel novembre 1938.
3. ↑  Si trattava della madre Clelia, della moglie Erminia Levi (1907-1978), e dei figli Oliviero, Fabrizio e Bruno.

### Fonti
1. 1 2 3 4 5 6 7 8 9  Briganti 2010, p. 2.
2. ↑  Claudio Piermarini, I soldati del popolo: Arditi, partigiani e ribelli: dalle occupazioni del biennio 1919-20 alle gesta della Volante rossa, storia eretica delle volanti rosse in Italia, Red Star Press, Roma, 2016.
3. 1 2  Sarfatti 2006, p. 117.
4. ↑  Bollettino Ufficiale 26 gennaio 1934, dispensa 7ª, foglio 249.

### Periodici
- Pierluigi Briganti, Il contributo degli Ebrei italiani alla Grande Guerra, Bologna, Circolo Ufficiali, 6 dicembre 2010,  pp. 1-14.